# Neotrichiorhyssemus malabaricus
Neotrichiorhyssemus malabaricus är en skalbaggsart som beskrevs av Vladimir Balthasar 1963. Neotrichiorhyssemus malabaricus ingår i släktet Neotrichiorhyssemus och familjen Aphodiidae. Inga underarter finns listade i Catalogue of Life.